# Cariba

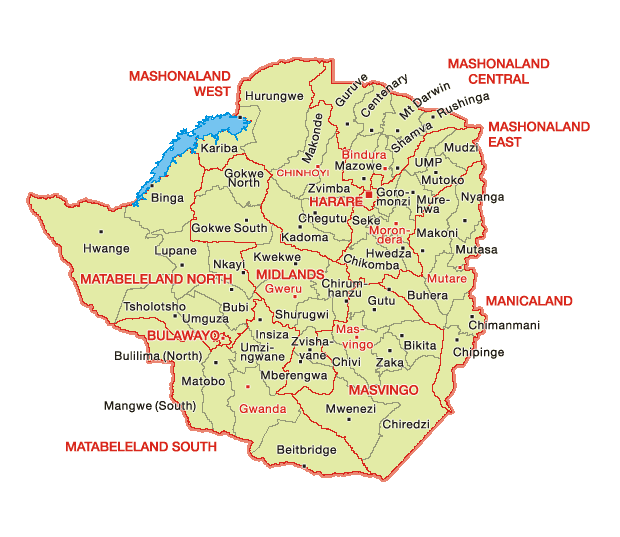
Distritos do Zimbábue

Cariba, ou Kariba, é um distrito da província zimbabueana de Maxonalândia Ocidental. A sua capital é a cidade com o mesmo nome, localizada junto à barragem de Cariba, perto da fronteira com a Zâmbia.
O distrito confina a nordeste com o distrito vizinho de Hurungwe, a sudoeste com o distrito de Binga, na província de Matabelelândia Norte, com o qual partilha cerca de metade da albufeira, e a sul com Gokwe Norte, na província de Medialândia.